# Quirguistão
O Quirguistão (em quirguiz: Кыргызстан, translit.: Kırgıstan pronunciado: [qɯrʁɯsˈstɑn]; em russo:  Киргизия, Кыргызстан , translit: Kyrgyzstan), por vezes Quirguizistão ou ainda Quirguízia, oficialmente República Quirguiz (em quirguiz: Кыргыз республикасы, translit.: Kırgız Respublikası; em russo: Кыргызская Республика, translit.: Kyrgyzskaya Respublika), é um país da Ásia Central, ex-integrante da antiga União Soviética. Tem fronteira ao norte com o Cazaquistão, a oeste com o Uzbequistão, a sul com o Tajiquistão e a leste com a China. Sua capital é Bisqueque, a maior cidade do país.
A história do Quirguistão remonta há mais de 2000 anos, abrangendo uma variedade de culturas e impérios. Apesar de geograficamente isolado por causa do seu terreno montanhoso — o que tem ajudado a preservar sua cultura milenar — o Quirguistão tem sido colocado historicamente na encruzilhada de várias grandes civilizações, ou seja, como parte da Rota da Seda e outras rotas comerciais e culturais. Embora longamente habitado por uma sucessão de tribos e clãs independentes, o Quirguistão caiu periodicamente sob a dominação estrangeira, devido à sua localização estratégica, atingindo soberania como um Estado soberano somente após a dissolução da União Soviética, em 1991.
Desde a independência, o Quirguistão é oficialmente uma unitária república parlamentar, embora continue a ser afetada por conflitos étnicos, revoltas populares, problemas econômicos, governos de transição e crises de partidos políticos. O país é membro da Comunidade dos Estados Independentes (CEI), da União Econômica Eurasiática (UEE), da Organização do Tratado de Segurança Coletiva (OTSC), Organização para Cooperação de Xangai, a Organização para a Cooperação Islâmica (OCI), da Organização Internacional da Cultura Turca (TÜRKSOY) e da Organização das Nações Unidas (ONU).
A maioria dos 5,7 milhões de habitantes do país são etnicamente quirguizes, seguido por minorias significativas de uzbeques e russos. A língua oficial é o quirguiz, que está intimamente relacionada com as outras línguas turcas, embora a língua russa também seja falada por uma parte minoritária da população, como parte do legado de uma política secular de russificação. A religião muçulmana é mais praticada no país, representando cerca de 64% da população religiosa. Além de suas origens turcas, a cultura do Quirguistão é composta por elementos de origem persa, mongol e de influência russa.

## História
Inicialmente habitado por tribos iranianas como os sogdianos por muitos séculos e depois por imigrantes turcos vindos da Anatólia, as terras do Quirguistão faziam fronteira com a Pérsia.

### História primitiva
De acordo com David C. King, os citas foram os primeiros colonizadores da região do atual Quirguistão.
O estado do Quirguistão alcançou sua maior expansão após derrotar o Grão-Canato Uigur, por volta do ano 840. A partir do século X, o Quirguistão expandiu seu território até a cordilheira de Tian Shan e manteve seu domínio sobre esta região por cerca de 200 anos.
No século XII, o domínio do Quirguistão sobre as áreas conquistadas diminuiu, perdendo especialmente os montes Altai e Saian. Isto decorreu-se do resultado da ascensão do Império Mongol, no século XIII, que tinha objetivos de expansão de seu território. Assim, os quirguizes migraram para o sul. O Quirguistão tornou-se pacificamente parte do Império Mongol em 1207.
O lago Issyk-Kul era uma parada na Rota da Seda, uma rota terrestre para comerciantes, mercadores e outros viajantes do Extremo Oriente à Europa. Tribos quirguizes foram invadidas no século XVII pelos mongóis, em meados do século XVIII pela dinastia Qing, da Manchúria, e no início do século XIX pelo canato uzbeque de Cocande.

### Conquista e domínio russo
No final do século XIX, a parte oriental do que é hoje o Quirguistão, principalmente a região de Issyk-Kul, foi cedida ao Império Russo pela dinastia Qing, da China, através do Tratado de Tarbagatai. O território, então conhecido em russo como "Kirghizia" (Quirguízia), foi formalmente incorporado ao império russo em 1876. A conquista russa do Quirguistão foi recebida localmente com inúmeras revoltas, e muitos dos quirguizes optaram pela migração para as montanhas Pamir e o Afeganistão.
Além disso, a supressão da rebelião de 1916 contra o domínio russo na Ásia Central fez com que muitos quirguizes, posteriormente, migrassem para a China. Visto que muitos grupos étnicos na região foram divididos entre estados vizinhos, em uma época em que as fronteiras eram mais porosas e menos regulamentadas, era comum a migração do povo quirguiz para áreas montanhosas, não apenas por fatores políticos, mas também por questões econômicos, eis que as terras das montanhas eram consideradas melhores devido às chuvas, para pastagens, ou de fácil administração e refúgio, em tempos de opressão.

### Era soviética
O poder soviético foi inicialmente estabelecido na região em 1919, e o Oblast Autônomo de Kara-Quirguistão foi criado dentro da República Socialista Federativa Soviética da Rússia. A frase Kara-Quirguistão (ou Kara-Quirguiz) foi usada pelos russos até meados da década de 1920, visando distingui-los dos cazaques. Em 5 de dezembro de 1936, a República Socialista Soviética Quirguiz foi estabelecida como uma República constituinte da União Soviética.
Durante a década de 1920, o Quirguistão desenvolveu-se consideravelmente na vida cultural, educacional e social. A alfabetização melhorou muito e grande ênfase foi colocada na identidade nacional do Quirguistão. O desenvolvimento econômico e social também foi notável.
Os primeiros anos da política glasnost, implementada por Mikhail Gorbatchov na União Soviética, tiveram pouco efeito sobre o clima político no Quirguistão. No entanto, a imprensa da República teve permissão para adotar uma postura mais liberal e estabelecer uma nova publicação, Literaturny Kirghizstan, pelo Sindicato dos Escritores. Grupos políticos não oficiais foram proibidos, mas vários grupos que surgiram em 1989 para lidar com a aguda crise habitacional foram autorizados a funcionar.
Em junho de 1990, tensões étnicas entre uzbeques e quirguizes surgiram na província de Osh (sul do Quirguistão), onde os uzbeques são uma minoria da população. As tensões causaram 186 mortes, sendo que as tentativas de se apropriar de fazendas coletivas uzbeques, para o desenvolvimento habitacional, desencadearam os motins de Osh. Um estado de emergência e toque de recolher foram introduzidos e Askar Akayev, nascido em uma família de trabalhadores agrícolas coletivos (no norte do Quirguistão), foi eleito presidente em outubro do mesmo ano. Até então, o Movimento Democrático do Quirguistão tornou-se uma força política significativa com o apoio do Parlamento. Em 15 de dezembro de 1990, o nome da república foi mudado para República do Quirguistão. Em janeiro seguinte, Akayev introduziu novas estruturas de governo e nomeou um novo gabinete composto principalmente por políticos mais jovens e voltados para a reforma. Em fevereiro de 1991, o nome da capital, Frunze, foi alterado para o nome pré-revolucionário de Bisqueque.
Apesar desses movimentos políticos em direção à independência, as realidades econômicas pareciam funcionar contra a secessão da União Soviética. Num referendo sobre a preservação da União Soviética em março de 1991, 88,7% dos eleitores aprovaram a proposta de manter a União Soviética num status de "federação renovada". No entanto, as forças separatistas impuseram a independência do Quirguistão em agosto do mesmo ano.
Em 19 de agosto de 1991, quando o Comitê de Emergência do Estado assumiu o poder em Moscou, houve uma tentativa de depor Akayev no Quirguistão. Depois que o golpe fracassou, na semana seguinte, Akayev e o vice-presidente, German Kuznetsov, anunciaram suas renúncias do Partido Comunista da União Soviética da União Soviética (PCUS), e todo o secretariado renunciou em conjunto. Isto foi seguido pela votação, no Supremo Soviético — órgão legislativo das repúblicas socialistas soviéticas — da declaração de independência quirguiz da União Soviética, em 31 de agosto de 1991, cujo nome passou a ser República do Quirguistão.

### Independência e história recente
Em outubro de 1991, Akayev concorreu sem oposição e foi eleito presidente da nova república independente por voto direto, recebendo 95% dos votos expressos. Junto com os representantes de outras sete repúblicas naquele mesmo mês, ele assinou o Tratado da Nova Comunidade Econômica. Em 21 de dezembro de 1991, o Quirguistão juntou-se às outras quatro repúblicas da Ásia Central para entrar formalmente na nova Comunidade dos Estados Independentes (CEI). O Quirguistão conquistou a independência total alguns dias depois, em 25 de dezembro de 1991. No dia seguinte, em 26 de dezembro de 1991, a União Soviética deixou de existir. Em 1992, o Quirguistão ingressou nas Nações Unidas e na Organização para a Segurança e Cooperação na Europa (OSCE).
Em 2005, uma revolta popular conhecida como Revolução das Tulipas ocorreu após as eleições parlamentares de março daquele ano, forçando a renúncia do presidente Askar Akayev em 4 de abril de 2005. Os líderes da oposição formaram uma coalizão e um novo governo foi formado sob a liderança do presidente Kurmanbek Bakiyev e o primeiro-ministro Feliks Kulov. A capital do país foi saqueada durante os protestos.
Vários grupos e facções, supostamente ligados ao crime organizado, disputavam o poder. Três dos 75 membros do Parlamento eleitos em março de 2005 foram assassinados, e outro membro foi assassinado em 10 de maio de 2006, logo após ganhar a cadeira de seu irmão assassinado em uma eleição suplementar. Em 6 de abril de 2010, a agitação civil eclodiu na cidade de Talasapós, com uma manifestação contra a corrupção do governo e o aumento do custo de vida. Os protestos se tornaram violentos, espalhando-se para Bisqueque no dia seguinte. Os manifestantes atacaram os escritórios do presidente Bakiyev, bem como estações de rádio e televisão estatais. Houve relatos conflitantes de que a ministra do Interior, Moldomusa Kongatiyev, havia sido espancada. Em 7 de abril de 2010, o presidente Bakiyev impôs o estado de emergência, com a polícia e os serviços especiais prendendo muitos líderes da oposição. Em resposta, os manifestantes assumiram o controle da sede da segurança interna (antiga sede da KGB) e de um canal de televisão estatal. Relatórios do governo quirguiz indicaram que, ao menos, 75 pessoas foram mortas e 458 hospitalizadas em confrontos sangrentos com a polícia na capital. Outros relatórios preconizam que pelo menos 80 pessoas morreram em confrontos com a polícia. Um governo de transição, liderado por Roza Otunbayeva em 8 de abril de 2010, assumiu o controle da mídia estatal e das instalações do governo na capital, mas Bakiyev não renunciou ao cargo.
O presidente Bakiyev, em Jalal-Abad, proferiu declaração sobre seus termos de renúncia em uma entrevista coletiva em 13 de abril de 2010. Em 15 de abril do mesmo ano, Bakiyev deixou o país e refugiou-se no Cazaquistão, junto à sua família. Os líderes provisórios do país anunciaram que Bakiyev assinou uma carta formal de renúncia antes de sua partida.
A Rússia foi acusado por Daniar Usenov, então primeiro-ministro, de incentivar os protestos, ao passo que Vladimir Putin, governante russo, negou. Os membros da oposição também pediram o fechamento da Base aérea de Manas, controlada pelos Estados Unidos. O então presidente da Rússia, Dmitry Medvedev, ordenou medidas para garantir a segurança dos cidadãos russos e aumentar a segurança em torno dos locais russos no Quirguistão para protegê-los contra possíveis ataques.
Os conflitos étnicos no sul do país, em 2010, ocorreram entre os dois principais grupos étnicos — os uzbeques e os quirguizes. Osh, a segunda maior cidade do país, veio a ser o centro dos conflitos. Temores de que o país pudesse estar caminhando para uma guerra civil foram incitados, embora não tenha vindo a ocorrer.

## Geografia
O território do Quirguistão está encravado na Ásia Central, sem saída para o mar, cercado por quatro países: Uzbequistão a oeste, Cazaquistão ao norte, Tajiquistão a sudoeste e República Popular da China a leste e sudeste. O relevo é bastante montanhoso. O país é atravessado pelas cordilheiras de Pamir e Alai, a sudoeste, e pela de Tian Shan, a nordeste, onde se situa o seu ponto mais alto, o Pico Jengish Chokusu (Pico Pobeda) com 7439 metros de altitude, na fronteira com a China. A rede hidrográfica é formada pelos rios Kara-Suu e Narin, formadores do Rio Sir Dária que correm para sudoeste no Vale de Fergana e pelo lago Issyk-Kul, localizado a nordeste.
O clima é continental, sendo caracterizado por verões quentes e invernos frios. Estepes e pradarias recobrem as terras baixas e a vegetação alpina domina as montanhas.

## Política

Prédio do Conselho Supremo em Bisqueque.

O Quirguistão é uma república presidencialista, o atual Presidente do país é Sadyr Japarov, desde 10 de janeiro de 2021.
O presidente é o chefe de estado e o primeiro-ministro do Quirguistão é o chefe de governo. O poder executivo é exercido pelo governo e o poder legislativo pelo governo e pelo parlamento.
Os principais partidos são o Comunista Quirguiz e o Social-Democrata da Quirguízia. E o legislativo é bicameral, com uma Assembleia Legislativa de 35 membros e a Assembleia do Povo com 70 membros. Ambos eleitos por voto direto para mandato de cinco anos. A constituição atual está em vigor desde 1993.
Em 2005, o país foi palco da Revolução das Tulipas que culminou na queda do presidente pós-soviético Askar Akayev, que estava no poder desde 1990 e era acusado de nepotismo, corrupção e de reprimir a oposição, substituído pelo presidente apoiado pelos Estados Unidos, Kurmanbek Bakiyev. Desde então, o país alimenta conflitos políticos esporádicos.
O país abrigou uma base aérea dos Estados Unidos até 2014, chamada Base Aérea Manas (ou Centro de Trânsito de Manas), inaugurada para dar suporte ao trânsito de tropas e equipamentos ao Afeganistão após os atentados de 11 de Setembro de 2001. Com o encerramento das atividades desta base suas instalações foram entregues ao governo do Quirguistão. O país ainda é tido como local estratégico da Rússia que também tem uma base militar no país e vê o território quirguiz como fornecedor energético.

## Forças armadas

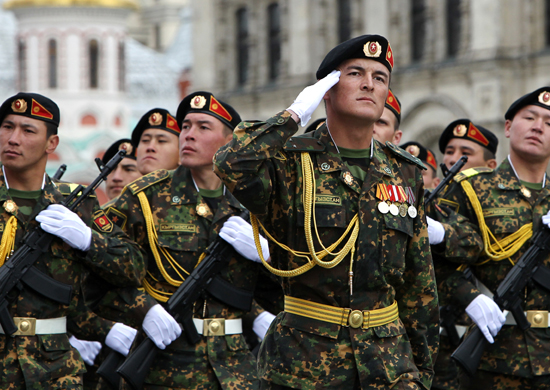
Soldados do exército quirguiz.

As forças armadas do Quirguistão foram formadas após o colapso da União Soviética e consiste de cinco ramos, sendo eles o exército, a força aérea, as tropas internas, a Guarda Nacional e a Guarda de Fronteira. Suas forças armadas tinham uma relação próxima com os militares dos Estados Unidos, emprestando suas instalações na Base aérea de Manas no Aeroporto Internacional de Manas perto de Bishkek até junho de 2014. Nos últimos anos, o exército quirguiz começou a desenvolver melhores relações com a Rússia, incluindo a assinatura de acordos de modernização no valor de US$ 1,1 bilhão de dólares e a participação em mais exercícios com tropas russas. Existe também a Agência de Segurança Nacional trabalha com os militares e serve a propósitos semelhantes ao seu antecessor soviético, o KGB. Ele supervisiona uma unidade de forças especiais de contraterrorismo de elite conhecida como "Alfa", o mesmo nome usado por outros ex-países soviéticos, incluindo Rússia e Uzbequistão. A polícia é comandada pelo Ministério do Interior, juntamente com a guarda de fronteira.

## Demografia
O crescimento demográfico do Quirguistão é positivo (1,4%) e a densidade populacional é relativamente baixa. Os centros urbanos mais povoados se localizam nos vales fluviais. Os quirguizes (52,4%) são a maioria, enquanto os russos compõem o segundo maior grupo (18%). Também há uzbeques (13%), ucranianos e alemães.
Em 2010, a população do país de 5 milhões de pessoas era apontada como sendo formada por 65% de quirguizes, 14% de usbeques, 13% de russos e o restante composto por minorias.

### Religião
A religião predominante do Quirguistão é o Islão (sunita). Fontes apontam que cerca 90% da população do país seja muçulmana.
Entre as denominações cristãs presentes no Quirguistão, destacam-se a Igreja Ortodoxa, tendo como adeptos principalmente russos e ucranianos que vivem no país. Uma pequena minoria de alemães também são cristãos, principalmente luteranos e anabatistas, bem como uma comunidade católica romana com cerca de 600 membros.

## Subdivisões
O Quirguistão está dividido em sete províncias (область ou oblasty), administradas por governadores nomeados pelo governo central. A capital, Bisqueque é administrativamente uma cidade independente (shaar).
As províncias e a cidade capital são as seguintes:
1. Bisqueque (capital)
2. Batken
3. Chuy
4. Jalal-Abad
5. Naryn
6. Osh
7. Talas
8. Issyk Kul

Cada uma das províncias por seu turno compreende um variado número de distritos (rayon), administrados por funcionários do governo (akim). As comunidades rurais (ayıl ökmötü) consistem em mais de 20 pequenos povoados, que têm os presidentes de câmara e os seus conselhos administrativos.

## Economia

Principais produtos de exportação do Quirguistão em 2019.

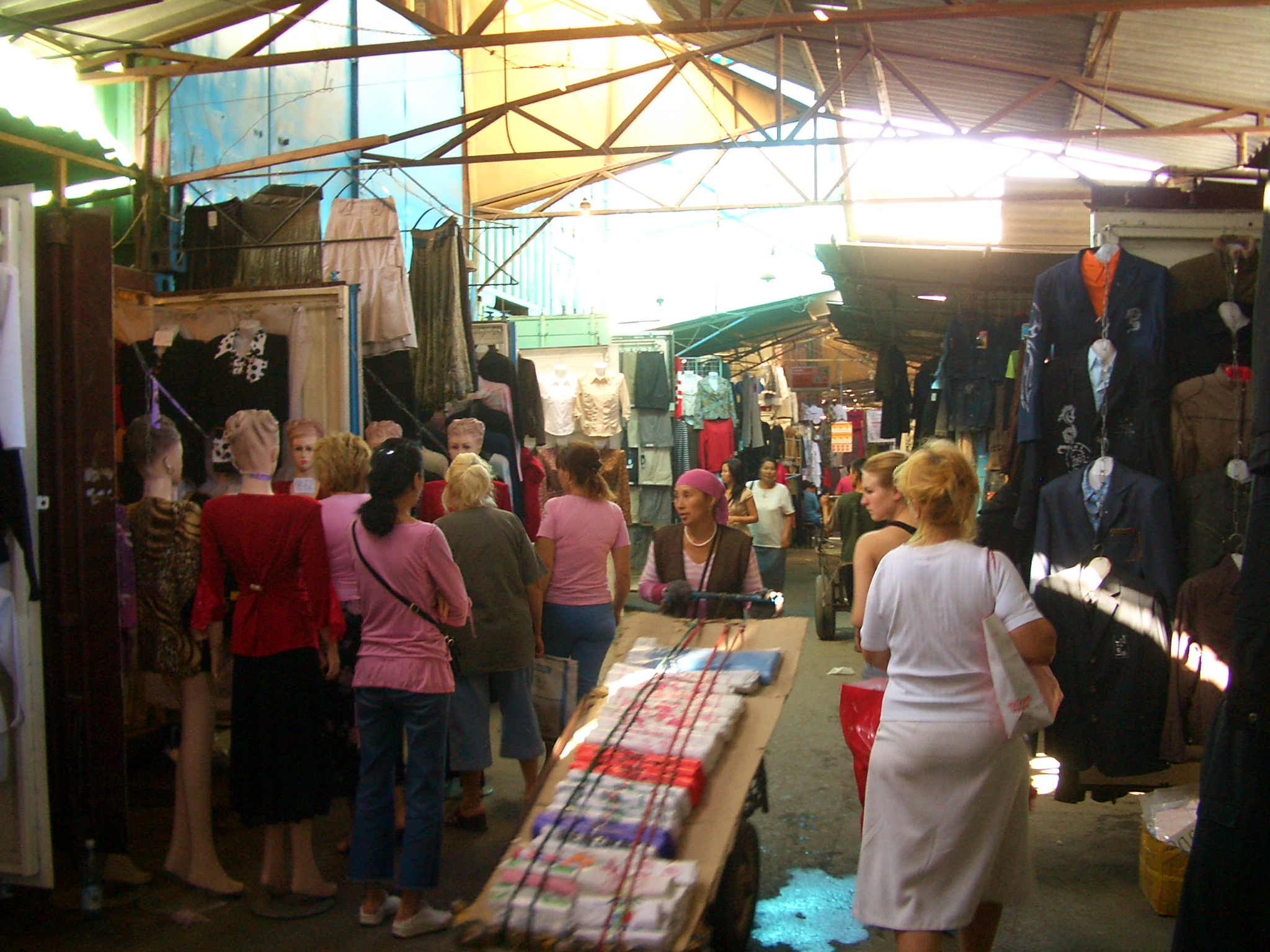
Barracas de roupas no Bazar Dordoy, Bishkek.

A agricultura contribui com 35% do PIB. Cultivam-se algodão (quinto produtor mundial), beterraba, tabaco, frutas, hortaliças e cereais.
A produção ovina e equina é bastante desenvolvida. A apicacultura é outra criação em destaque.
Como recursos minerais, possui antimônio, mercúrio, chumbo, zinco, carvão, petróleo (em pouca quantidade) e gás natural. A economia registrou declínio de 2,4% na década de 1991-2001.
Em 1978 geólogos russos (soviéticos) encontraram uma jazida de 352 toneladas de ouro, mas na época consideraram inviável sua mineração, após a independência da URSS o mercado foi aberto e o país recebeu investimentos estrangeiros. No ano de 1996 uma empresa canadense começou a exploração da mina de Kuntor localizada a 300 km da capital e apenas 60 km da fronteira com a China. Em 2010, a mina de Kuntor é uma das 10 maiores do mundo e produz 20 toneladas de ouro por mês. A mineração de ouro representa 45% do PIB e 40 % das exportações da Quirguízia.
O Quirguistão tem sido um dos países da ex-União Soviética mais entusiastas na realização de reformas económicas na transição para uma economia de mercado. Depois de um programa de estabilização económica bem sucedido, que baixou a inflação de 88% em 1994 para 15% em 1997, as atenções viraram-se para o estímulo ao crescimento. A maior parte das empresas estatais foram vendidas. As quedas na produção foram severas depois da dissolução da União Soviética em 1991, mas em meados de 1995, a produção começou a recuperar e as exportações começaram a aumentar. Os reformados, os desempregados e os empregados do estado com salários muito baixos continuam a passar grandes dificuldades. A assistência internacional desempenhou um papel importante na recuperação económica do país. O governo tomou uma série de medidas para combater problemas severos como uma dívida externa excessiva, inflação, sistema fiscal inadequado e efeitos das convulsões económicas na Rússia. O Quirguistão alcançou um crescimento robusto todos os anos desde 1999.
Entretanto, cerca de um terço ou 43% da população vive abaixo da linha da pobreza, sendo o país mais pobre da Ásia Central. Durante a crise financeira global em 2009, as remessas financeiras de emigrantes na Rússia caíram e acentuaram os problemas do país. Com pobreza, inflação e corrupção dominando o país, desemprego em 18% o Quirguistão em 2010 vive momento de tensão e incerteza política.

## Cultura

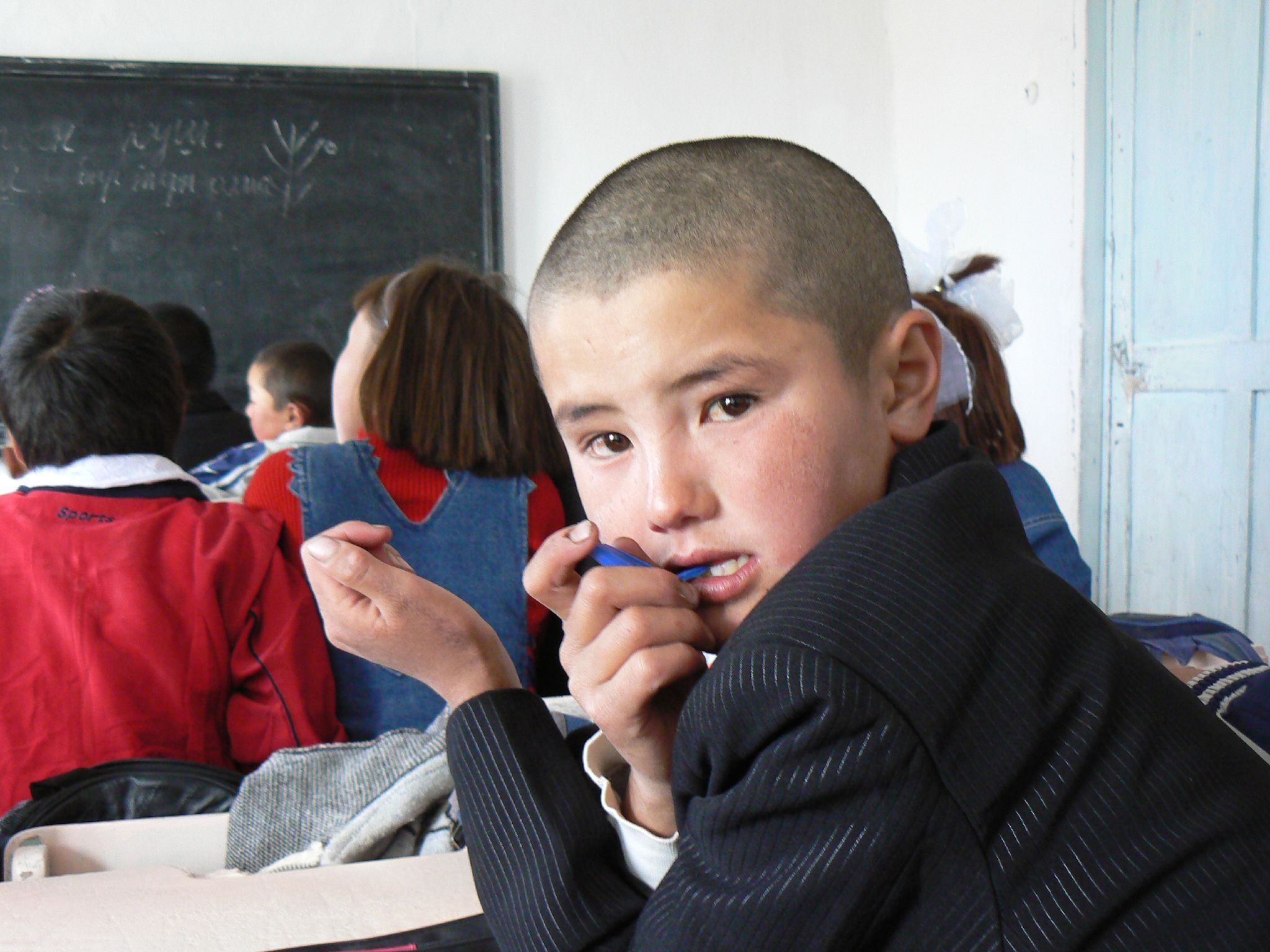
Um estudante quirguize. A etnia quirguize é a predominante no Quirguistão.

O Quirguistão tem uma grande mistura de etnias e culturas, sendo os quirguizes o grupo maioritário. Em 1992, a população do Quirguistão foi estimada em 52% de etnia quirguize, 22% russos, 14,5% uzbeques, 1,9% tártaros, 0,5% ucranianos, e uma pequena comunidade de alemães.
Os uigures são uma minoria de alguma importância política. Esse grupo numera apenas cerca de 36 000 pessoas no Quirguistão, mas cerca de 185 000 vivem no vizinho Cazaquistão. A maioria da população uigur, de cerca de oito milhões, encontra-se na Região Autônoma Uigur de Xinjiang, na China, cuja população é cerca de 24 milhões de pessoas, localizadas ao nordeste do Quirguistão.
Geralmente considera-se que há 40 clãs no Quirguistão. Isto é simbolizado pelos quarenta sóis amarelos no centro da bandeira do Quirguistão. As linhas no interior do sol se dizem a representar um ger.
A religião predominante do Quirguistão é o sunismo (91%). A população russa pertence à Igreja Ortodoxa Russa. As principais igrejas cristãs são a Ortodoxa Russa e a Igreja Ortodoxa Ucraniana.
A culinária da Quirguízia reflete as mais de 80 etnias e nacionalidades que compõem esta sociedade e também a sua história milenar de pastores nômades. Os componentes principais da sua mesa são as carnes e laticínios, preparados com poucos condimentos, e o pão ou as massas de farinha de trigo; no entanto, o arroz, na forma de plov, também encontrou um lugar cimeiro. Mas é preciso explicar que estas caraterísticas se referem principalmente aos quirguizes, a etnia predominante deste país, enquanto que os dunganes e uigures, duas importantes minorias na Quirguízia, têm tradicionalmente uma alimentação mais diversificada.

## Esportes
O futebol é o esporte mais popular no Quirguistão. O órgão oficial é a Federação de Futebol da República do Quirguistão, fundada em 1992, após a divisão da União Soviética. Administra a Seleção Quirguiz de Futebol.
O hóquei no gelo não era tão popular no Quirguistão até que o primeiro campeonato nacional de hóquei no gelo foi organizado em 2009. Em 2011, a equipe nacional de hóquei no gelo do Quirguistão venceu a primeira divisão dos Jogos Asiáticos de Inverno de 2011, dominando nos seis jogos com seis vitórias. Foi o primeiro grande evento internacional em que a equipe de hóquei no gelo do Quirguistão participou. A equipe masculina de hóquei no gelo do Quirguistão ingressou no IIHF em julho de 2011.
A equipe nacional de basquete do Quirguistão teve seu melhor desempenho no Campeonato Asiático de Basquetebol de 1995, onde surpreendentemente terminou à frente de favoritos como Irã, Filipinas e Jordânia.
Em Jogos Olímpicos, o país participa desde a edição de Atlanta 1996 dos Jogos de Verão e da edição de Lillehammer 1994 dos Jogos de Inverno. Tendo conquistado ao todo 4 medalhas (todas nos Jogos de Verão): 1 de prata e 3 de bronze.